# Eucalyptus lucasii
Eucalyptus lucasii är en myrtenväxtart som beskrevs av William Faris Blakely. Eucalyptus lucasii ingår i släktet Eucalyptus och familjen myrtenväxter. Inga underarter finns listade i Catalogue of Life.